# Мітте (район Берліна)
Район Мітте (нім. Mitte — «центр») входить до складу однойменного адміністративного округу Берліна. Цей район охоплює в основному всю історичну частину столиці Німеччини, де знаходяться багато визначних пам'яток міста. На території районів Мітте і Тіргартен розташовуються всі установи Бундестагу, Бундесрату та федерального уряду, а також більшість посольств. До адміністративної реформи 2001 район Мітте був самостійним адміністративним округом, а сучасний округ Мітте утворився в результаті злиття старих округів Мітте, Тіргартен і Веддінг.

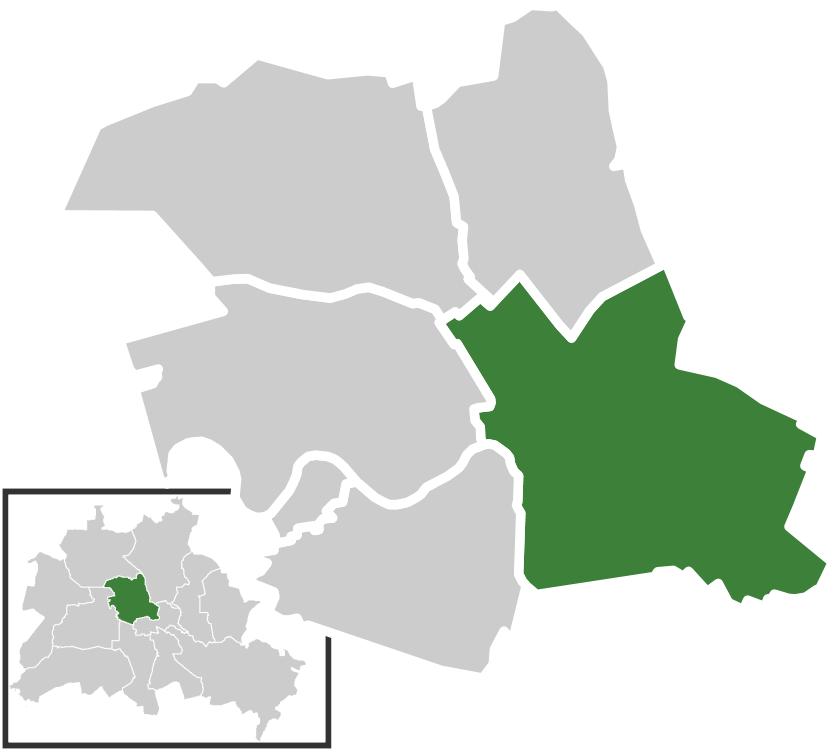
Район Мітте в адміністративному окрузі Мітте
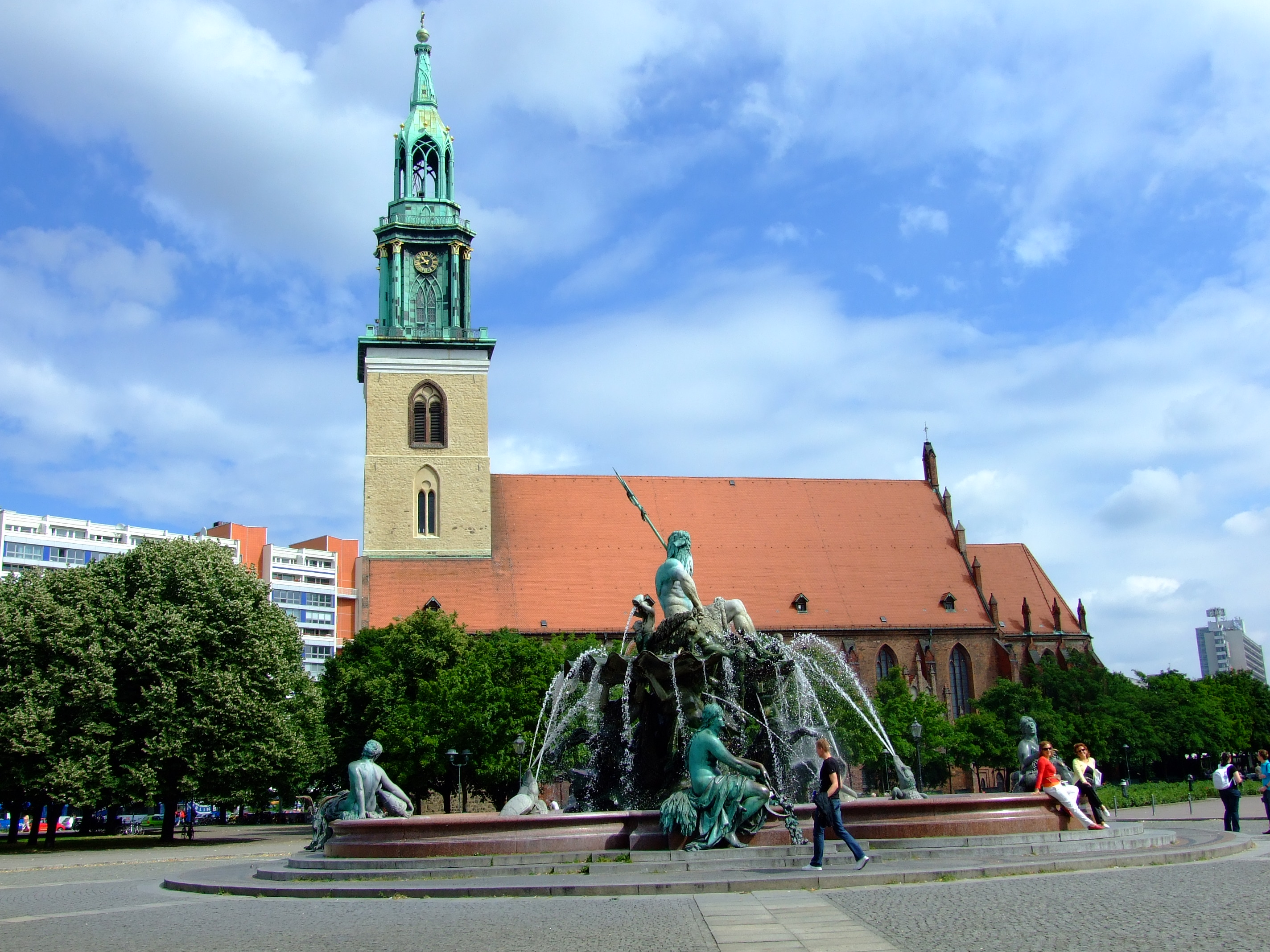
Фонтан Нептун на тлі Маріенкірхе